# Franz Virnich
Franz Gabriel Virnich (* 28. März 1882 in Bonn; † 5. April 1943 im Zuchthaus Brandenburg-Görden) war ein deutscher Gutsbesitzer, Jurist, Katholik und NS-Verfolgter.

## Leben
Virnich wurde als Sohn eines Zentrumsabgeordneten in einem katholischen familiären Umfeld im rheinischen Bonn geboren; seine Onkel waren Jesuiten, seine Schwester Maria Rafaele Augustinerin im Couvent des Dames de Berlaymont. Er wurde im bekannten Stella Matutina erzogen, einem Jesuiteninternat im österreichischen Feldkirch. Sein Abitur machte er in Saarlouis. Anschließend studierte er Jura in München und Bonn. In München wurde er 1909 Mitglied der katholischen Studentenverbindung KDStV Rheno-Franconia München im CV. Des Weiteren wurde Mitglied der KDStV Staufia Bonn (1911), der AV Austria Innsbruck (1914) und der KDStV Ascania Bonn (1920). Franz Virnich war 1927 Mitbegründer der K.D.St.V. Borusso-Westfalia zu Bonn im CV und engagierter Verbindungsstudent bei weiteren katholischen Studentenverbindungen.
Seine erste Anstellung fand er als Referendar am Amtsgericht Dülken, später am Landgericht Mönchengladbach. Aus seiner Abneigung gegenüber dem Nationalsozialismus machte er kein Hehl. Die Nazis interessierten sich insbesondere für eine Parodie auf das bekannte Horst-Wessel-Lied, die Virnich besaß.
Nach Durchsuchungen seines Hauses durch die Geheimpolizei floh Virnich, der erfahren hatte, dass diese beabsichtigte, ihn wegen seiner Verbindungen zu Wiener Kreisen festzunehmen, im Juli 1934 in die Niederlande. Dort fand er zunächst Zuflucht im Jesuitenkolleg in Valkenburg. Dort traf er den im Juli 1934 aus Deutschland geflohenen Rechtsanwalt und Politiker Edmund Forschbach, der aufgrund seiner Verwicklung in konservative Umsturzbestrebungen gegen den NS-Staat aus dem Reichstag, dem er seit Herbst 1933 als Gast der NSDAP-Fraktion angehört hatte, geflüchtet war. Trotz ihrer unterschiedlichen ideologischen Hintergründe fanden beide Männer in der Folge in ihrer NS-Gegnerschaft zusammen und entfalteten in den folgenden Wochen eine rege gegen das Hitler-Regime gerichtete Tätigkeit: So verfasste Forschbach auf Virnichs Drängen einen Erlebnisbericht, den sie nach Rom und Wien schickten. Außerdem schrieben Virnich und Forschbach gemeinsam einen Aufsatz, der Anfang 1934 in der Wiener Reichspost erschien. Um die Jesuiten durch ihre Aktivitäten nicht zu gefährden – der Eindruck, dass die Jesuiten ihr Kolleg Emigranten als Hauptquartier zur antinazistischer Aktivitäten zur Verfügung stellten, hätte zu Vergeltungsmaßnahmen gegen die Häuser des Ordens in Deutschland führen können –, siedelten beide im August in das Haus eines Gemeindebeamten in Hulsberg über.

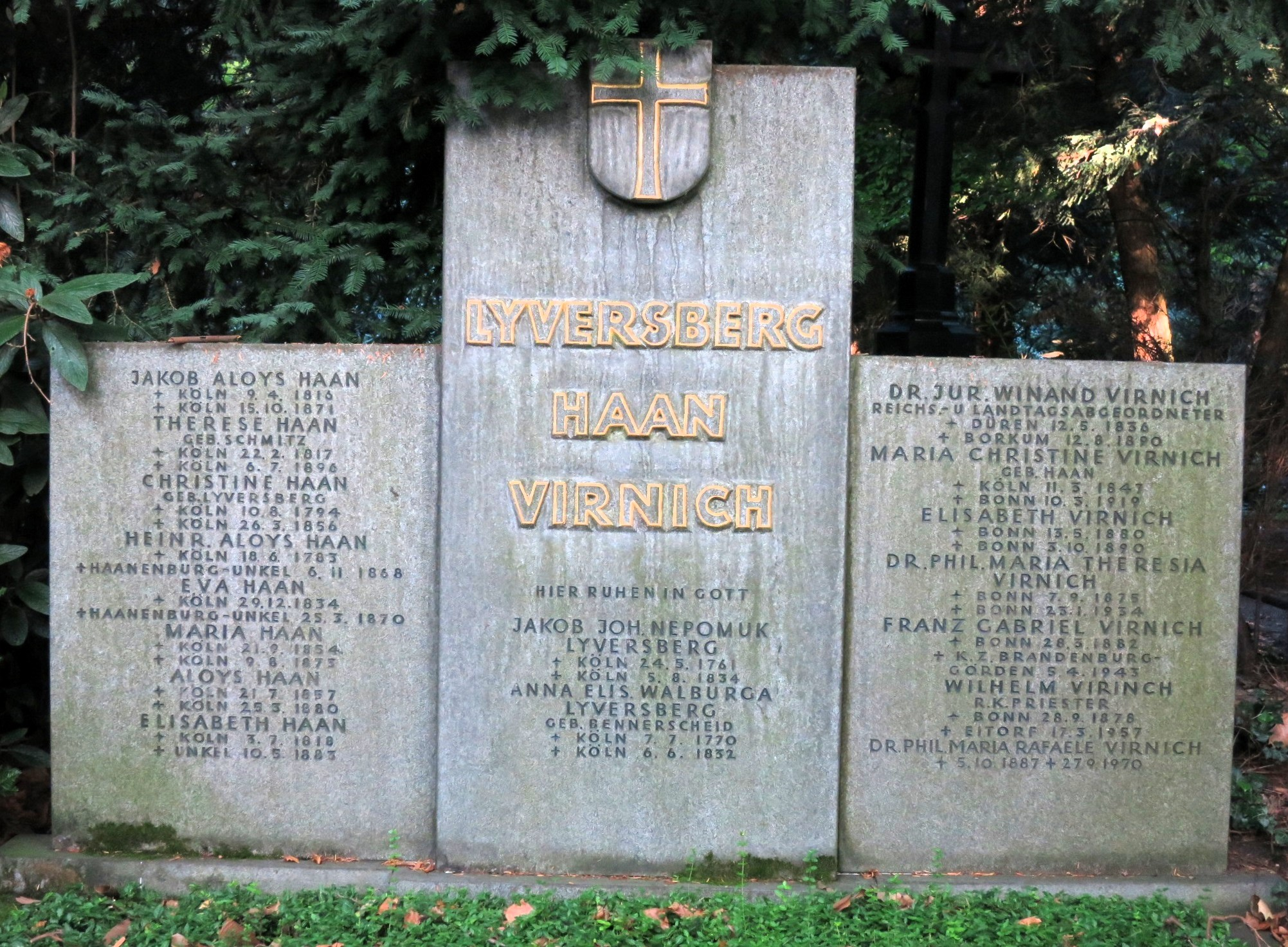
Familiengrab Haan-Lyversberg-Virnich auf dem Kölner Friedhof Melaten (HWG)

Während Forschbach im September 1934 nach Deutschland zurückkehrte, übernahm Virnich einen Lehrauftrag auf Schloss Wynandsrade bei den Franziskaner-Minoriten. 1940 wurde er jedoch von der Gestapo entdeckt, verhaftet und zuerst in das Gestapogefängnis Bonn, später nach Berlin-Moabit verbracht.
Im Urteil des Volksgerichtshofs in Berlin 1942 ist nachzulesen, dass er nicht zuletzt wegen seiner Aktivitäten als katholischer Verbindungsstudent Opfer der NS-Verfolgung wurde und wegen „Volksverrat“ zu zehn Jahren Haft verurteilt wurde.

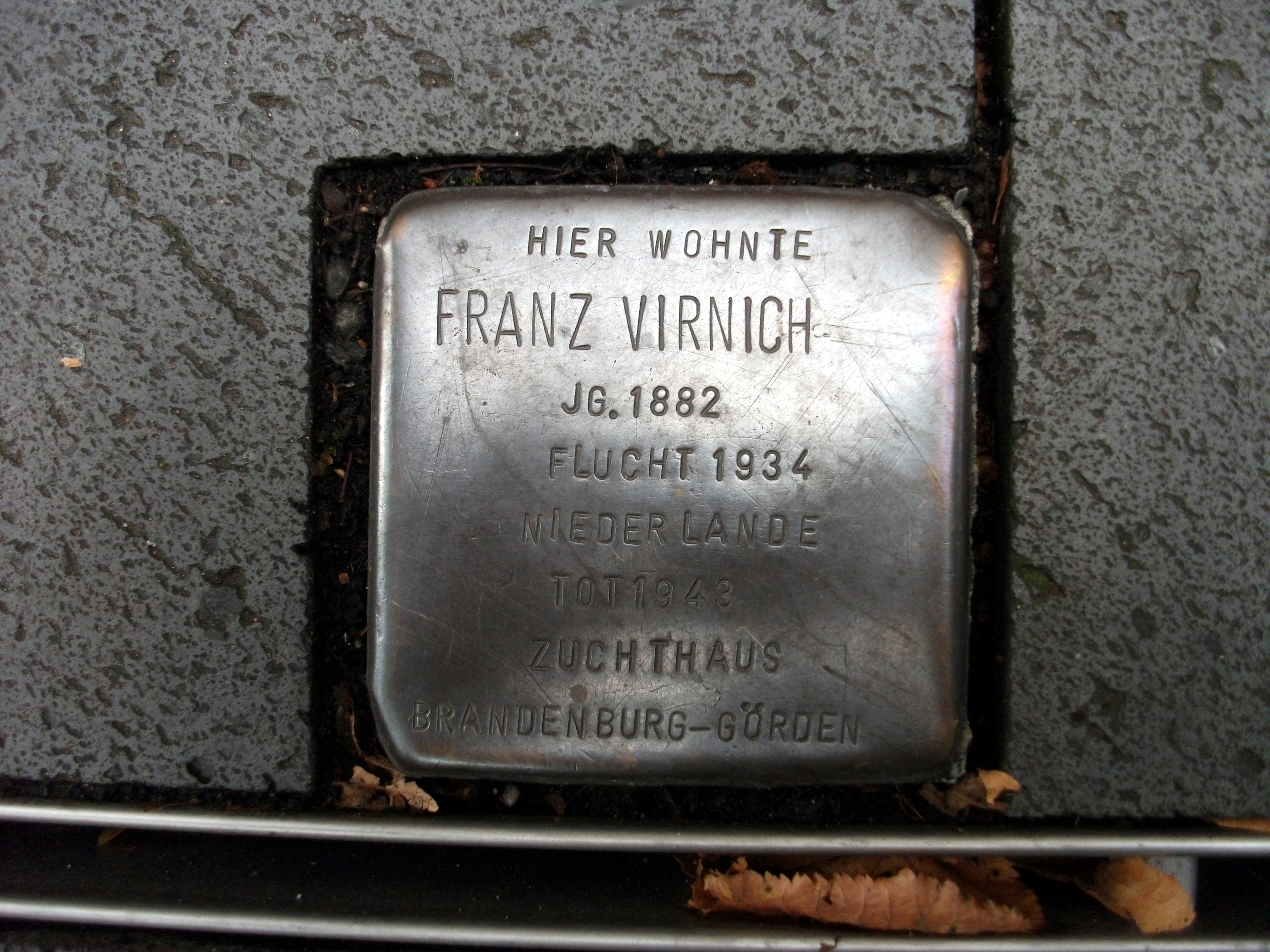
Stolperstein für Franz Virnich in Bonn

Am 5. April 1943 hat Franz Virnich in dem wie ein KZ geführten Zuchthaus Brandenburg-Görden infolge „schleichender Hinrichtung“ den Tod erlitten. Seine Grabstätte befindet sich im Familiengrab auf dem Kölner Friedhof Melaten (HWG).
Die katholische Kirche hat Franz Gabriel Virnich als Glaubenszeugen in das deutsche Martyrologium des 20. Jahrhunderts aufgenommen.